# ليونيد سلوتسكي
ليونيد سلوتسكي (بالروسية: Леонид Викторович Слуцкий)‏ (4 ماي 1971 ) حارس سابق و مدرب كرة قدم روسي.

## روابط خارجية
- ليونيد سلوتسكي على موقع قاعدة بيانات كرة القدم.إي يو (الإنجليزية)
- ليونيد سلوتسكي على موقع Soccerway.com (الإنجليزية)
- ليونيد سلوتسكي على موقع عالم كرة القدم.نت (الإنجليزية)